# Evippa luteipalpis
Evippa luteipalpis är en spindelart som beskrevs av Roewer 1955. Evippa luteipalpis ingår i släktet Evippa och familjen vargspindlar.
Artens utbredningsområde är Iran. Inga underarter finns listade i Catalogue of Life.